# Находкинский полигон твёрдых бытовых отходов
Находкинский полигон твёрдых бытовых отходов — полигон для захоронения бытовых и производственных отходов города Находки, расположенный в пади Огуречной бассейна реки Партизанской в 4 км к северу от города. За сутки полигон принимает свыше 800 кубометров отходов.
Построен в 2006 году по проекту «Примстройпроекта» в рамках краевой программы «Отходы». Включает в себя площадку для складирования отходов, скотомогильник, карьер изолирующего грунта, систему водоотведения. На полигоне запланировано поочерёдное использование 4-х мусорных площадок общей вместимостью 800 тысяч кубометров отходов при расчётном сроке эксплуатации 20 лет. При вводе нового полигона расположенная поблизости старая свалка была рекультивирована.
Защита от загрязнения грунта и водного бассейна включает дренажную систему, водоотводные каналы и перехваты поверхностных ливневых стоков. На полигоне периодически происходит возгорание мусора и, как следствие, распространение дыма. Пожары локализуются путём отсыпки грунта толщиной в один метр. Для предотвращения возгорания мусора производится грунтовая отсыпка каждого слоя отходов и последующее орошение водой. В некоторых местах полигона в течение года наблюдается задымлённость, вызванная очагами тления в толщах мусора. На специальной площадке полигона осуществляется селективный отбор мусора. Планируется ввод станции механической сортировки мусора мощностью 60 тыс. тонн в год, позволяющей отделять металл, пластик и стекло; а также завод по сжиганию биологических отходов — медицинских учреждений и непригодных продуктов питания.